# Lewińska Czuba
 Lewińska Czuba (niem. Sindermannsberg, 556 m n.p.m.) – wzniesienie w południowo-zachodniej Polsce, w Sudetach Środkowych, na Wzgorzach Lewińskich.

## Położenie i opis
Wzniesienie położone w środkowej części Wzgórz Lewińskich, na północ od miejscowości Lewin Kłodzki, po zachodniej stronie od Przełęczy Lewińskiej.
Jest to kopulaste wzniesienie, o nieco stromych zboczach, z płaskim wyrazistym wierzchołkiem, osłaniające od północy Lewin Kłodzki. Ukształtowanie i rzeźba wzniesienia jest regularna. Wzniesienie zbudowane z górnokredowych piaskowców i utworów czerwonego spągowca. Szczyt i zbocza zajmują łąki górskie z ciekawą roślinnością. Północnym i zachodnim zboczem biegnie widokowy odcinek – pętla linii kolejowej nr 309 Kłodzko – Kudowa Zdrój. Położenie góry, kształt góry i wyraźna część szczytowa, czynią górę rozpoznawalną w terenie. Odsłonięty szczyt Lewińskiej Czuby stanowi dobry punkt widokowy.

## Ciekawostki
- Przed 1945 r. góra nosiła nazwę Sindermannsberg.
- W latach 1904 – 1905 w zboczu wzniesienia wydrążono jednokomorowy tunel kolejowy o długości 80 m. Przy pracach kamieniarskich zatrudnieni byli fachowcy z Włoch a kamień, którym wyłożono tunel pochodził z masywu Skalniaka w Górach Stołowych. Pierwszy pociąg tunelem pod wzniesieniem przejechał 10 lipca 1905 r.

## Szlaki turystyczne
W pobliżu wzniesienia przechodzą dwa szlaki turystyczne:
- czerwony -  fragment szlaku prowadzący północnym podnóżem z Kudowy-Zdroju przez Dańczów do Dusznik Zdroju i dalej..
- szlak niebieski - szlak dojściowy z Lewina Kłodzkiego do Przełęczy pod Lewińską Kopą.